# Hakone (volcan)
Pour les articles homonymes, voir Hakone (homonymie).
Le Hakone (箱根山, Hakoneyama) est un volcan de la région de Hakone, au Japon. Il est composé de deux caldeiras coalescentes, de onze kilomètres de longueur pour dix kilomètres de largeur. Le diamètre du volcan est cependant de quinze kilomètres environ. Avec ses 1 438 mètres d'altitude, le mont Kami est le point culminant du Hakone. Les sources thermales (onsen), découlant de l'activité du volcan font partie des principales attractions touristiques du Hakone et participent grandement à sa renommée.

## Géographie
Au nord-ouest du volcan se trouve la zone de prairie de Sengokubara, traversée par la rivière Haya-kawa dont les gorges longent le nord-est du volcan. En son centre, se trouvent les monts Kami culminant à 1 438 mètres d'altitude et Komagatake culminant à 1 356 mètres d'altitude ainsi que le lac Ashi au sud-ouest.

## Histoire
Le volcan a connu deux grosses éruptions explosives, il y a environ 180 000 ans et il y a entre 49 000 et 60 000 ans, qui lui ont donné sa morphologie actuelle avec la caldeira dans laquelle se trouvent les monts Kami et Komagatake. À la suite d'une éruption phréato-magmatique il y a 3 000 ans, l'effondrement d'un flanc du mont Kami crée le lac Ashi et la rivière Haya-kawa.
La dernière éruption magmatique s'est déroulée du 29 au 30 juin 2015, la précédente datant de 1170 avec une incertitude d'un siècle. D'autres activités phréatiques ont été relevées, comme aux XIIe et XIIIe siècles.
L'activité actuelle du volcan se concrétise par des émanations de soufre, notamment à Ōwakudani, « la grande vallée bouillante ».